# Borgarvirki

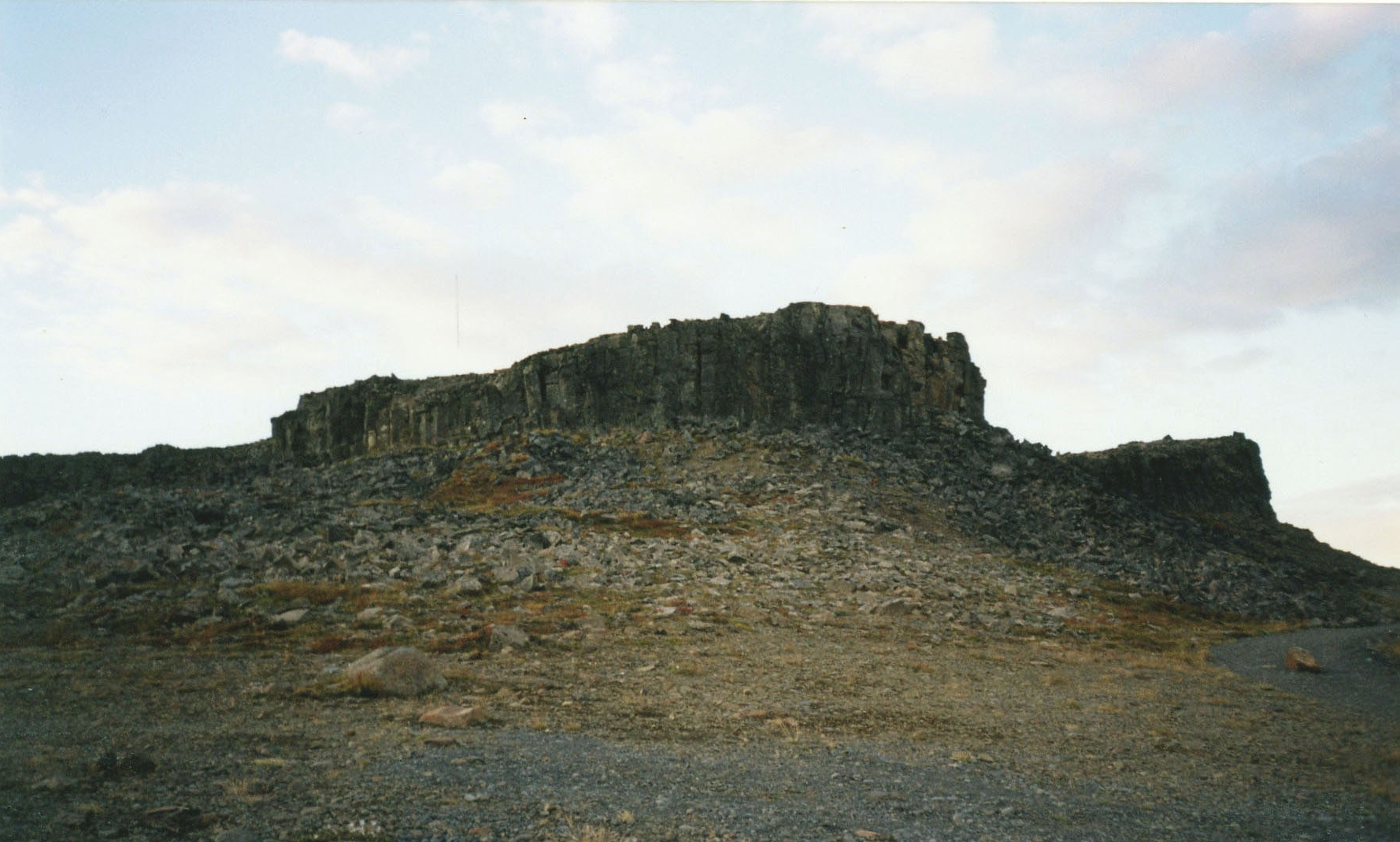

Borgarvirki (Citadel) is een merkwaardige partij rotsen en 10 tot 15 meter hoge basaltzuilen in het noordwesten van IJsland, waarop de resten van een voor-middeleeuwse versterking liggen. Het is de enige vesting van het land.

## Ligging
Borgarvirki ligt op het schiereiland Vatnsnes in Vesturland, ongeveer 240 km ten noorden van de hoofdstad Reykjavik. Hier torent Borgarvirki zo'n 177 meter boven Hóp uit, dat met 29 km² een van de grootste meren van IJsland is. Borgarvirki ligt dicht bij de Hringvegur; de ringweg die over heel IJsland loopt op een bergkam tussen Vesturhópsvatn (westelijk Hópmeer) en het Víðidalur (Víðidal).

## Versterking
De natuurlijke uit basalt bestaande vesting met een opening naar het oosten werd in de 10e of 11e eeuw door de IJslanders versterkt met een cirkelvormige muur van ongeveer 1,20 meter dik en heden ten dage zo'n 3 meter hoog. Binnen de muren liggen nog (slecht zichtbaar) de ruïnes van twee hutten en een waterput. Het doel van de versterking komt nergens in beschrijvingen voor, dus men weet niet zeker door wie en waarom Borgarvirki is gebouwd. Volgens de Heiðarvíga saga wilde een zekere Víga-Barði het gebruiken in de verdediging tegen een aanval van mensen uit het Borgarfjörður district. Een ander saga, die van Finnbogi rammi, zegt dat hij hem heeft gebouwd, maar het hoe en waarom blijft onduidelijk. De muren en poort zijn in 1949-1950 gedeeltelijk gerestaureerd.